# Сокровищница тайн
«Сокровищница тайн» (перс. مخزن‌الاسرار‎; по-русски также используется транслитерация оригинального названия, «Махзан аль-асрар») — первая по счёту поэма классика персидской поэзии Низами Гянджеви из его сборника «Хамсе», написанная между 1173 и 1179 годами (по другим данным, в 1166 году или вскоре после него) на персидском языке. Произведение посвящено правителю Эрзинджана Фахр ад-дину Бахрам-шаху (1155—1218). Поэма состоит из 2260 маснави, написанных в метре «сари».

## Жанр и композиция
«Сокровищница тайн» относится к дидактическо-философскому жанру; её также можно отнести к мистико-аскетическому направлению. Поэма была написана под влиянием монументальной поэмы Санаи (умер в 1131 г.) «Сад правды».
Произведение состоит из вступления и двадцати глав (бесед), причём каждая последующая беседа вытекает из смысла предыдущей. Беседы иллюстрируются притчами. Каждая глава завершается апострофой (обращением) к самому поэту, содержащей его литературный псевдоним. Содержание стихов указывается в заглавии каждой главы и написано в типичном гомилетическом стиле. Написанная в высоко риторическом стиле поэма «Сокровищница тайн» не является романтической эпической поэмой, её цель — переступить ограничения придворной светской литературы. Этим произведением Низами продолжил направление, которое открыл в персидской поэзии Санаи и которое было продолжено многими персидскими поэтами, ведущим среди которых является Аттар.

## Содержание
Низами проповедует идеальный образ жизни, привлекая внимание к своему читателю людей высшего социального положения среди творений Божьих, а также пишет о том, что человек должен думать о своем духовном предназначении. В нескольких главах Низами обращается к обязанностям царей, но в целом он скорее обращается ко всему человечеству, чем к своему царственному покровителю.
Первая беседа «Сокровищницы тайн» посвящена сотворению Адама и развивается в соответствии с Кораном и исламской традицией. Однако при этом беседа пронизана идеями о господстве человека над миром, в ней также отражены представления о задачах человека в мире. Вторая беседа поэмы посвящена соблюдению правосудия: Низами советует правителю быть смиренным и заботиться о духовных благах для достижения правосудия. В третьей беседе говорится о превратности жизни и трудности того времени, в котором жил автор. Далее ставятся важные философские вопросы о старости, взаимоотношении человека с животными и другие.
В «Сокровищнице тайн» отразились суфийские традиции, символы и образы. Так, Низами проиллюстрировал то, как образ розы (гол или гул) воспринимался в представлениях людей средневековой Персии. В исламской традиции роза ассоциируется с Пророком Мухаммедом, что выражается множеством способов в религиозных текстах и художественном творчестве. Розы, которые выращивались в Иране с древности, являлись обязательной составляющей средневекового персидского сада. Роза считалась царственным цветком и символом красоты. Роза стала особенно сильным символом в мистической традиции, начиная с XII в., пропитав персидскую религиозную мысль и литературную культуру. В образном строе персидской поэзии любовь соловья к розе символизировала стремление души мистика к божественному. В «Сокровищнице тайн» Низами раскрыл мистический символизм розы в состязании двух придворных врачей. Хотя рассказанная Низами притча указывает на силу психологического внушения, мистическая природа аромата розы служит в качестве метафоры, как в поэме Низами, так и в классических текстах средневековой персидской поэзии.

## Влияние поэмы
Известно около 50 подражаний поэмы в различных литературах Востока; наибольшее количество подражаний на персидском языке создано в Индии.

## Переводы
На русский язык поэму перевели К. Липскеров и С. Шервинский. Полный филологический прозаический перевод на русский язык осуществил Р. Алиев.
На азербайджанский «Сокровищницу тайн» перевели такие поэты XX века, как Сулейман Рустам и Аббасали Саровлу, а также Халил Рза Улутюрк.
На английский поэму перевёл Голам Х. Дараб в 1945 году.
На белорусский язык фрагмент поэмы перевели Алесь Бачило и Григорий Нехай.